# Perito tintore
Il perito tintore è una figura professionale specializzata nelle discipline tecniche e di laboratorio connesse alla tintoria, ovvero il reparto di una industria del settore abbigliamento o tessile in cui si effettua la tintura e la stampa dei tessuti.
Il percorso di studi, sviluppato nell'ambito dell'ordinamento scolastico italiano vigente sino alla riforma scolastica Gelmini con le successive equipollenze, si articolava in un biennio comune e un triennio di specializzazione. Il corso di studi è confluito nell'Istituto tecnico tecnologico a indirizzo Chimica, materiali e biotecnologie.

## Profilo professionale
Il corso di studi di Perito industriale per l'industria tintoria fornisce nozioni nel campo della tintura delle fibre, dei filati e dei tessuti, e nel campo della stampa e della finitura dei tessuti.
Il perito deve avere conoscenza dei coloranti degli ausiliari e degli altri prodotti impegnati per la nobilitazione dei tessili nonché delle caratteristiche chimiche e tecnologiche delle fibre tessili. Provvede a identificare la natura delle fibre ed il carattere tintoriale dei coloranti usati nella tintura e nella stampa, a determinare la solidità delle tinte; a riprodurre le tinte a campione. Sovraintende alle varie fasi di lavorazione di tintura, di stampa e di finitura.

## Materie

### III anno
Religione o attività alternative; Lingua e lettere italiane; Storia; Complementi di lingua straniera; Matematica; Chimica e laboratorio; Meccanica e macchine; Elettrotecnica; Analisi chimica e laboratorio; Tecnologia tessile e laboratorio; Educazione fisica.

### IV anno
Religione o attività alternative; Lingua e lettere italiane; Storia; Matematica; Meccanica e macchine; Analisi chimica e laboratorio; Chimica industriale, chimica tessile e laboratorio; Chimica tintoria, sostanze coloranti e laboratorio; Tecnologia tessile e laboratorio; Esercitazioni nei reparti di lavorazione; Educazione fisica. 

### V anno
Religione o attività alternative; Lingua e lettere italiane; Storia; Analisi chimica e laboratorio; Chimica industriale, chimica tessile e laboratorio; Chimica tintoria, sostanze coloranti e laboratorio; Finitura dei tessuti; Elementi di diritto ed economia; Esercitazioni nei reparti di lavorazione; Educazione fisica.